# Atanus cineratus
Atanus cineratus är en insektsart som beskrevs av Rauno E. Linnavuori 1959. Atanus cineratus ingår i släktet Atanus och familjen dvärgstritar. Inga underarter finns listade i Catalogue of Life.